# Пироговцы (Хмельницкий район)
Пироговцы (укр. Пирогівці) — село в Хмельницком районе Хмельницкой области Украины.
Население по переписи 2001 года составляло 1434 человека. Почтовый индекс — 31343. Телефонный код — 382. Занимает площадь 1,01 км². Код КОАТУУ — 6825086701.

## География
Село расположено на реке Южный Буг, в месте впадения в ней реки Зинчица.

## Местный совет
31343, Хмельницкая обл., Хмельницкий р-н, с. Пироговцы, ул. Ленина, 1